# Comarca de Alagoa Grande
A Comarca de Alagoa Grande é uma comarca de segunda entrância com sede no município de Alagoa Grande, no estado da Paraíba, Brasil.
É termo da Comarca de Alagoa Grande, o município de Juarez Távora.
No ano de 2016, o número de eleitores inscritos na referida comarca foi de 33 859.